# Josefin Lillhage
Anna Josefin Lillhage  (* 15. März 1980 in Göteborg) ist eine schwedische Schwimmerin.

## Werdegang
Ihre größten Erfolge feierte Lillhage auf der Kurzbahn über die 200-Meter-Freistilstrecke und gemeinsam mit der schwedischen Freistil- und Lagenstaffel.
Sie nahm an den Olympischen Sommerspielen 1996 in Atlanta, 2000 in Sydney, 2004 in Athen und 2008 in Peking teil.
Ihr größter Erfolg stellte dabei der Gewinn der Bronzemedaille mit der schwedischen 4-mal-100-Meter-Freistilstaffel im Jahr 2000 dar.
1996 wurde sie mit der 4-mal-200-Meter-Freistilstaffel Neunte.
2004 wurde sie 14. über die 100 Meter und Achte über die 200-Meter-Freistilstrecke. Außerdem kam sie mit der schwedischen 4-mal-100-Meter- und 4-mal-200-Meter-Freistilstaffel ins Finale und wurde am Ende Siebente beziehungsweise Achte.
2008 kam sie über 100 und 200 Meter Freistil jeweils ins Semifinale und belegte zum Schluss den Elften beziehungsweise 15. Endrang. Mit der schwedischen 4-mal-100-Meter-Freistilstaffel wurde sie Achte.
Ihren einzigen Einzelweltmeistertitel gewann sie bei den Kurzbahnweltmeisterschaften 2004 in Indianapolis über die 200 Meter Freistil.
Ein Jahr später verbesserte sie den mehr als zwölf Jahre alten 200-Meter-Freistil-Kurzbahneuroparekord der deutschen Franziska van Almsick um 1,2 Sekunden auf 1:54,64 min.
Des Weiteren stellte sie beim Goldmedaillengewinn mit der schwedische 4-mal-200-Meter-Freistilstaffel bei den Kurzbahnweltmeisterschaften 1997 in Göteborg und 1999 in Hongkong jeweils einen neuen Europarekord auf.